# Glyphothecium
Glyphothecium, rod pravih mahovina iz porodice Ptychomniaceae. Postoji nekoliko vrsta iz Novog Zelanda, AustralijeNove Gvineje i Južne Amerike.

## Vrste
1. Glyphothecium gracile (Hampe) Broth.
2. Glyphothecium pendulum Zanten
3. Glyphothecium sciuroides (Hook.) Hampe ex Broth.